# Dynatosoma spinimanum
Dynatosoma spinimanum är en tvåvingeart som beskrevs av Mitsuhiro Sasakawa och Arika Kimura 1974. Dynatosoma spinimanum ingår i släktet Dynatosoma och familjen svampmyggor. Inga underarter finns listade i Catalogue of Life.